# Саветовање у Столицама
Саветовање у Столицама је било војно-политичко саветовање руководства Народноослободилачког покрета (НОП), одржано 26. септембра 1941. године у селу Брштици, код Крупња. Саветовањем је руководио генерални секретари КПЈ и командант Главног штаба НОПОЈ Јосип Броз Тито. Саветовању су присуствовали представници војних и партијских руководстава из Србије, Хрватске, Словеније, Босне и Херцеговине и команданти најближих партизанских одреда из Србије. На саветовању су изношена искуства, размотрена питања даље ослободилачке борбе и донете значајне одлуке за учвршћење и развијање даље борбе. Формирани су главни штабови у свим покрајинама, а Главни штаб је преименован у Врховни штаб. Такође на саветовању је усвојен и јединствен назив за борца — партизан и његова спољна ознака – црвена звезда петокрака.

## Ситуација уочи саветовања
У периоду од јула од августа 1941. године, у већем делу Југославије дошло је до оружаног устанка и постигнути су видни резултати. Али поред видних успеха, јавиле су се и многе тешкоће. У Македонији је дошло до тешкоћа због рада секретара Покрајинског Комитета КПЈ за Македонију Методија Шаторова и још није дошло до устанка. У појединим областима Словеније и Хрватске устанак није достигао очекиване размере, док су се у Црној Гори, под ударом италијанских дивизија у другој половини јула, устаничке снаге разишле кућама, а ослободилачка борба привремено спласнула.
Тако је замах оружаног устанка пред руководство ЦК КПЈ и Главног штаба НОПОЈ-а, као и делегате на терену, стављао све сложеније задатке. Услови деловања Главног штаба из окупираног Београда, били су све тежи, а одржавање веза са покрајински комитетима, штабовима и јединицама било је отежано и нередовно. Због тога су Политбиро ЦК КПЈ и Главни штаб НОПОЈ-а, августа 1941. године одлучили да пређу на ослобођену територију и да се одржи војно-политичко саветовање најодговорнијих руководилаца и представника штабова из свих крајева Југославије.
Командант Главног штаба НОПОЈ-а Јосип Броз Тито кренуо је, из Београда, 16. септембра и преко Чачка и Пожеге изашао на ослобођену територију Ваљева. Остали чланови Војног руководства: Милутиновић, Ранковић и Лола Рибар кренули су два дана касније.

## Саветовање
Војно-политичком саветовању у Столицама код Крупња, 26. септембра 1941. године, присуствовали су:
- чланови ЦК КПЈ и ГШ НОПОЈ-а:
  - Јосип Броз Тито, Иван Милутиновић, Александар Ранковић и Иво Лола Рибар,
- чланови покрајинских руководстава:
  - Сретен Жујовић Црни, Родољуб Чолаковић и Филип Кљајић Фића из Србије;
  - Раде Кончар и Владо Поповић из Хрватске;
  - Франц Лескошек и Миха Маринко из Словеније;
  - Светозар Вукмановић Темпо и Слободан Принцип Сељо из Босне и Херцеговине;
- команданти и политички комесари најближих партизанских одреда:
  - Коча Поповић, Небојша Јерковић, Милош Минић, Здравко Јовановић и Драгојло Дудић.

Руководство у Црној Гори, услед слабих веза, није било обавештено о саветовању, а у Македонији је тек тих дана именован нови Покрајински комитет и Покрајински штаб, на челу са Драганом Павловићем Шиљом и Лазаром Колишевским.
Саветовањем је руководио генерални секретар ЦК КПЈ и командант Главни штаб НОПОЈ-а Јосип Броз Тито, који је поднео уводни реферат о ситуацији, а представници главних штабова поднели су извештаје о развоју НОБ-а у својим покрајинама. Извршена је потпуна процена ситуације у земљи у првим месецима устанка. На саветовању се расправљало о најважнијим војним питањима, битним за руковођење и даљи развој НОБ-а у Југославије.

## Одлуке саветовања
На њему су донете и најважније одлуке из периода устанка 1941. године: о формацији и организацији партизанских јединица и штабова, о развоју и надлежностима покрајинских војних штабова и штабова одреда, а за све партизане уведене су одговарајуће ознаке и симболи.
Главни штаб преименован је у Врховни штаб, као јединствено војно руководство за руковођење ослободилачком борбом у целој земљи. Уместо штабова различитих назива, решено је да се у покрајинама формирају Главни штабови. За све борце, у читавој земљи, усвојен је назив „партизани“, а као основна борбена и тактичка јединица „партизански одред“. У састав одреда улазе батаљони састављени од чета. Решено је да одредом и батаљоном командује штаб у саставу: командант, политички комесар и њихови заменици.
Свим штабовима је указано на сталну потребу јачања дисциплине и организовања обавештајне, санитетске и интендантске службе, као и на низ других питања од значаја за организацију. Такође је одлучено да се од више суседних партизанских одреда, ради извршавања заједничких задатака, могу формирати и групе партизанских одреда са посебним привременим штабовима. Сви партизани били су обавезни да ступањем у одред положе партизанску заклетву, чији је текст објављен у Билтену Главног штаба 19. августа 1941. године.

## Спомен-музеј Столице
Зграда рудника Зајаче, у близини села Брштица, код Крупња, у којој је одржано саветовање је после рата претворена у музеј. Изложба се у почетку састојала од реконструкције собе у којој је одржано саветовање, а од 1979. године и поставком која је указивала на значај самог догађаја.
Поред куће је 1954. године постављена скулптура „Партизански курир“, рад вајара Стевана Боднарова. На месту старих рударских барака су 1981. године реконструисана четири павиљона од боровине, са намером да служе као изложбени простор и простор за предавања. Исте године испред куће је постављена скулптура „Маршал Тито“, рад вајара Антуна Аугустинчића, а архитекта Милун Стамболић је урадио улазне капије. Током деведесетих година музејска поставка је растурена, а две скулптуре више пута бацане у провалију која се налази одмах испред спомен-куће.